# Johannesburg Indoor 1980
Il Johannesburg Indoor 1980 è stato un torneo di tennis giocato sul cemento. È stata la 4ª edizione del torneo, che fa parte del Volvo Grand Prix 1980. Si è giocato a Johannesburg in Sudafrica dall'8 al 15 aprile 1980.

## Campioni

### Singolare maschile
Heinz Günthardt ha battuto in finale  Victor Amaya con il punteggio di 6–4 6–4

### Doppio maschile
Bob Hewitt /  Frew Donald McMillan hanno battuto in finale  Colin Dowdeswell /  Heinz Günthardt con il punteggio di 6–4, 6–3